# Pierluigi Cappello
Pierluigi Cappello (Gemona del Friuli, 8 de agosto de 1967-Cassacco 1 de octubre de 2017) fue un poeta italiano.

## Biografía
Cappello y su familia fueron víctimas de un terremoto de 6.5 en la escala de Richter en el norte de Italia el 6 de mayo fe 1976. Como resultado de ello, la familia fue reubicada en una comunidad prefabricada proporcionada por Austria, donde Cappello permaneció la mayor parte de su vida. A los dieciséis años sufrió un trágico accidente de motocicleta, que lo vio usar una silla de ruedas por el resto de su vida.
Cappello ganó el Premio Viareggio de 2010 de poesía por su colección Mandate a dire all'imperatore. Otros premios que conisguiói fue el Premio Montale por Dittico (Liboà editore in Dogliani, 2004), el Premio Bagutta y el Premio Nazionale Letterario Pisa por Assetto Di Volo (Crocetti Editore, Milán 2006) y el Premio Terzani por su libro de prosa, Questa libertà. En 2013 BUR Rizzoli publicó una selección de poemas en el volumen Azzurro Elementare. Poesie 1992-2010, y, en 2017, treinta nuevos poemas bajo el nombre Stato Di Quiete.
En 2014 Cappello fue nombrado beneficiario de la Beca Legge—una garantía de apoyo financiero vitalicio del gobierno italiano para artistas de mérito.